# Johann Pfeffinger

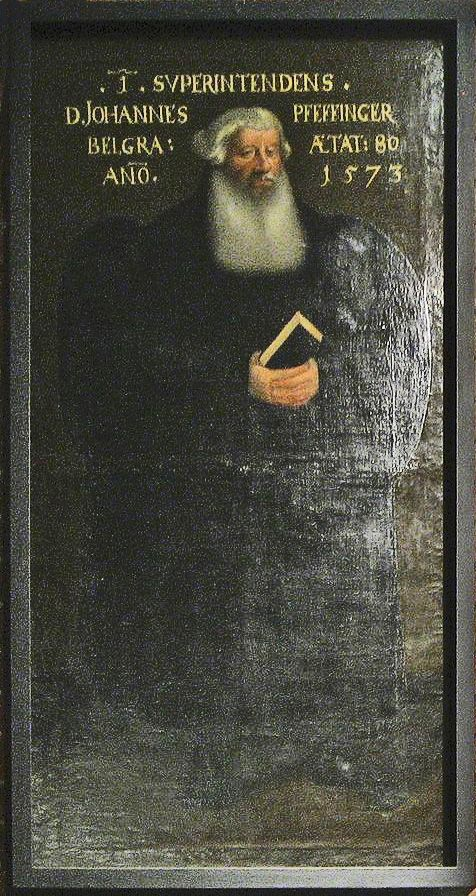
Johann Pfeffinger auf einem Gemälde von Johann von der Perre in der Leipziger Thomaskirche (1614)

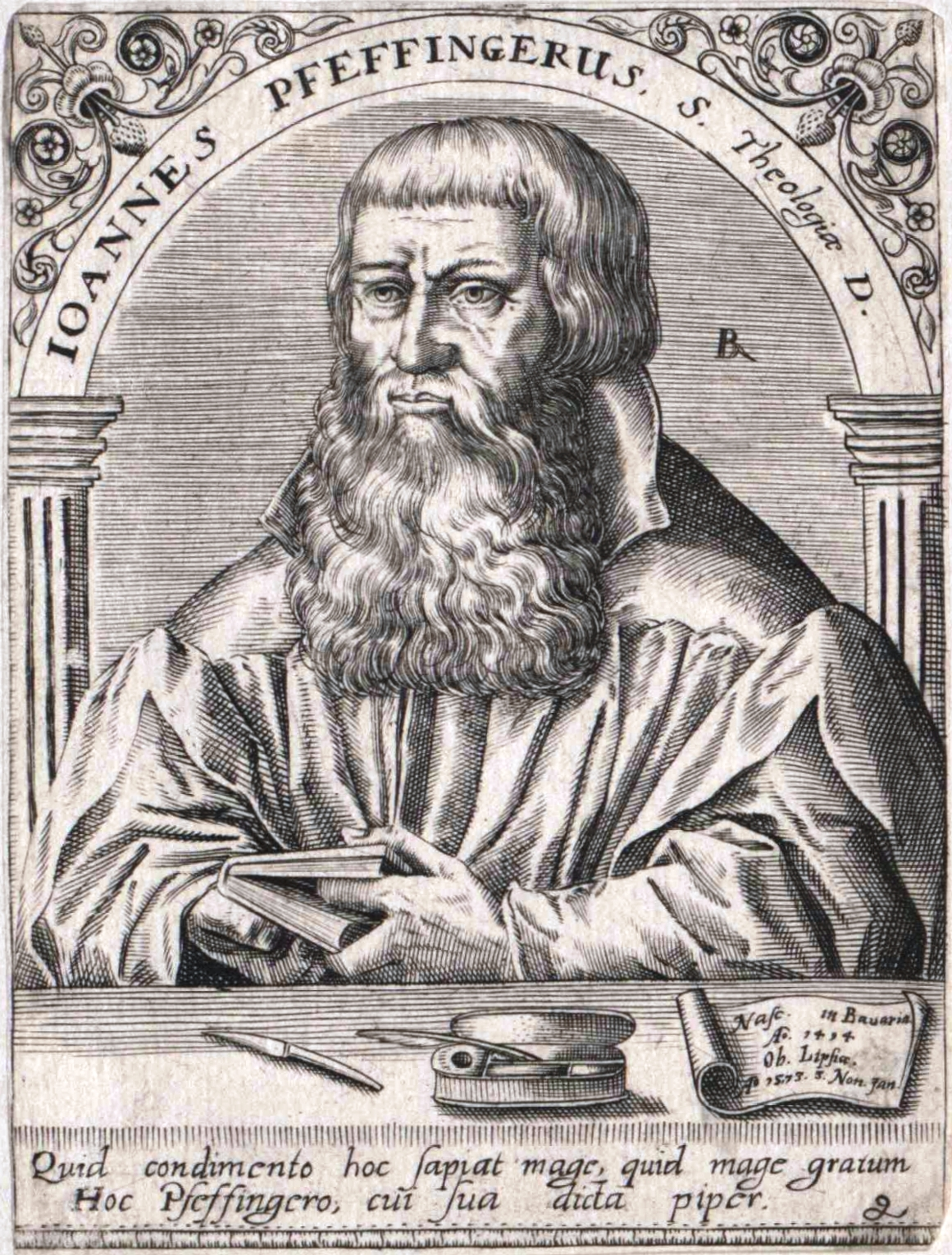
Johann Pfeffinger auf einem Kupferstich aus dem 16. Jahrhundert

Johann Pfeffinger, auch Johannes Pfeffinger, (* 27. Dezember 1493 in Wasserburg am Inn; † 1. Januar 1573 in Leipzig) war ein bedeutender evangelischer Theologe und Reformator.

## Leben
Nach dem Besuch der Lateinschule in Annaberg (Amberg) 1499 wurde Pfeffinger 1515 zum Akolyth und 1518 zum Subdiakon in Salzburg geweiht. Im Frühjahr 1518 erhielt er die Priesterweihe. In den nächsten Jahren war er Prediger in Reichenhall, Saalfelden und 1521 Stiftsprediger in Passau.
1523 geriet er in den Verdacht der Ketzerei wegen Sympathien zur Lehre Luthers und floh nach Wittenberg, wo er sich am 15. November 1524 immatrikulierte. Von 1527 bis 1530 betreute er seine erste Pfarrstelle als evangelischer Prediger in Sonnewalde. Schließlich wurde er vom Bischof von Meißen vertrieben und übernahm noch 1530 die Predigerstelle am kurfürstlichen Kloster Eicha bei Naunhof. Johann Pfeffinger wurde danach 1532 Pfarrer in Belgern und nahm an der Einführung der Reformation in Leipzig teil.
1539, am Pfingstdienstag, hielt er dort die erste evangelische Predigt in der Nikolaikirche. Ein Jahr später, am 24. August 1540, wurde er Superintendent von Leipzig und erreichte an der Universität am 6. September 1541 den akademischen Grad des Bakkalaureus der Theologie. Er hielt nun zahlreiche exegetische Vorlesungen und Predigten, so auch in Glauchau mit dem Auftrag, die Reformation in der Schönburger Herrschaft durchzuführen. Am 6. September 1543 avancierte er zum Lizenziaten der Theologie und promovierte am 10. Oktober 1543 zum ersten Doktor der Theologie an der Universität Leipzig. Ein halbes Jahr später begann er am 10. März 1544 seine Tätigkeit als Universitätsprofessor. In seinen Vorlesungen behandelte er vorrangig Melanchthons Loci communes.
Pfeffinger war in den Jahren 1549, 1552, 1555, 1557, 1561, 1565 und 1569 Dekan der theologischen Fakultät und wirkte 1555 als Prokanzler der Leipziger Alma Mater. Im selben Jahr stieg er auch von der zweiten in die erste Professur der Theologie auf. 1542 begleitete er die Einführung der Reformation im Schönburgischen Land. 1549 wurde er Domherr in Meißen, Konsistorialassessor und Decemvir. Mit der 1555 veröffentlichten These, dass der Mensch bei seiner Bekehrung mit dem Heiligen Geist zusammenwirke, löste Johann Pfeffinger den synergistischen Streit (1555–1560) aus. Dies begründet auch seine heutige theologiegeschichtliche Bedeutung. Daneben ist Johann Pfeffinger als Verfasser des weitverbreiteten „Trostbüchleins“ bekannt, das er zunächst für sich selbst zusammengestellt hatte, um den Tod seines verstorbenen Sohnes zu verarbeiten.
In Leipzig-Connewitz ist die Pfeffingerstraße nach dem Reformator benannt.

## Familie
Pfeffinger heiratete 1528 in Sonnewalde Bertha Elisabeth Kühlstein (* 1503; † 29. September 1560 in Leipzig), die Tochter des Sonnewalder Bürgers Valentin Kühlstein. Aus der Ehe stammen mehrere Kinder. Von diesen kennt man Johannes Pfeffinger (* 1529 Sonnewalde; † 3. September 1551 in Leipzig), Martin Pfeffinger († 1534), Paul Pfeffinger (* 1533; † 26. Juli 1576 in Rochlitz) wurde 1562 Superintendent in Delitzsch, sowie 1574 in Rochlitz, und die Tochter Elisabeth († 1576), welche am 18. November 1550 in Leipzig mit Heinrich Salmuth die Ehe einging.

## Werke (Auswahl)
- THEMATA ORDINARIAE DISPVTATIONIS, FVTVRAE AD DIEM XXIII mensis Maii, praesidente Ioanne Pfeffingero, sacrae Theologiae Doctore et pastore Ecclesiae Lipsensis, de ministerio tam Ecclesiastico quàm civili, et quod inter haec discrimen sit, applicata ad Evangelii Matthei caput IX. Leipzig 1544 (Online)
- Grüntlicher und warhafftiger Bericht der vorigen und jetzigen für und nach dem Kriege ergangen Handlungen von den Adiaphoris oder Mitteldingen : sampt einer christlichen kurtzen Verantwortung. Leipzig 1550 ()
- De Cap. V. Matthaei. Leipzig 1550 (Online)
- Von den Traditionibvs, Ceremoniis, Oder Mitteldingen, Christlicher warer bericht : allen lieben Christen in disen letzten und gefehrlichen zeitten, nützlich zu wissen. Leipzig 1550 (Online)
- De gradibus et vocatione ministrorum. Leipzig 1550 (Online)
- Capita disputationis de peccato originis. Leipzig 1551 (Online)
- Trostbüchlin, aus Gottes Wort / inn, manicherley vnd schweren fellen, so an folgendem Bladt verzeichnet. Leipzig 1552 (Online); 1553 (Online); 1554 (Online); 1564 (Online); 1566 (Online), Hamburg 1582 (Online);
- Eine Predigt uber die Leich des Durchleuchtigisten Hochgebornen Fürsten und Herren Herren Moritzen Hertzogen und Churfürsten zu Sachssen etc. Hochlöblicher Christlicher und seliger gedechtnis : Gethan zu Leipzig, den 19. Iulii nachmittag, Anno MDLIII. Leipzig 1553 (Online)
- Unsers Lieben Herrn Jesu Christi Legenda oder Historia, mit lehr und Trost in ein kurtze Summa zusammen gezogen. Leipzig 1553 (Online)
- De libertate voluntatis humanae quaestiones quinque. Leipzig 1555 (Online)
- Themata ordinariae disputationis, de vocatione Gentium, proposita. Leipzig 1556 (Online)
- Antwort: Auff die Offentliche Bekentnis der reinen Lare des Evangelii, und Confutation der itzigen Schwermerey, Niclasen von Ambsdorff. Wittenberg 1558 (Online)
- Demonstratio manifesti Mendacii: quo infamare conatur Doctorem Joh. Pfeff. libellus quidam maledicus et sycophanticus germanice editus titulo Nicolai ab Amsdorff, Necessaria propter Veritatis assertionem & aversionem Scandali, & tuendam existimationem sincerae doctrinae. Psalm, 140. Acuerunt linguas suas sicut serpentes, venenum aspidum sub labiis eorum. Wittenberg 1558 (Online)
- In hoc Libello continentur utiles Disputationes de praecipuis capitibus doctrinae christianae, quae propositae fuerunt in academica Lipsica. Frankfurt/Oder, 1558 (Online)
- Capita De Discrimine Baptismi Johannis & Christi, proposita in disputatione ordinaria. Leipzig 1558 (Online)
- Nochmals gruendlicher, klarer, warhafftiger Bericht vnd Bekentnis, der bittern lautern Warheit, reiner Lere, vnstrefflichen Handlungen, vnd vnuermeidliche notwendige Verantwortunge Johannis Pfeffingers Doctoris : Wider den Luegengeist vnd Lesterschrifften newlich in Druck vnter dem Namen Matthiae Flaccij Jllyrici ausgangen. Wittenberg 1559 (Online)
- Ein Predigt vber || der Leich des Gestrengen vnd || Ehrnuehsten Heinrichen von || Lindenaw seligen. Den. 22.|| Julij 1561. Leipzig 1561 (Online)
- THEMATA DE INVOCATONE, PROPOSITA AD DISPVTANDVM ORDInarie, a Ioanne Pfeffingero Doctore, & Pastore Ecclesiae Christi in urbe Lipsia. AD VLTIMAM DIEM Ianuarij, in auditorio Theologorum. Leipzig 1561 (Online)
- Eine Trostschrifft in Sterbensleufften an die lieben Christen zu Breßlaw geschickt. Leipzig 1568 (Online); 1581 (Online)
- Christliche Legenda das ist die gantze Historia von vnserem lieben Herrn vnd Heylande Jesu Christo, ordentlich in gewisse Stück abgeteilt und nöthige Lehr- und Trost, sat derselben angehengten Application und Gebetlein, mit Fleis   zusamen gezogen. Leipzig, 1582, (Online)